# Jacques d’Amboise (Bischof)

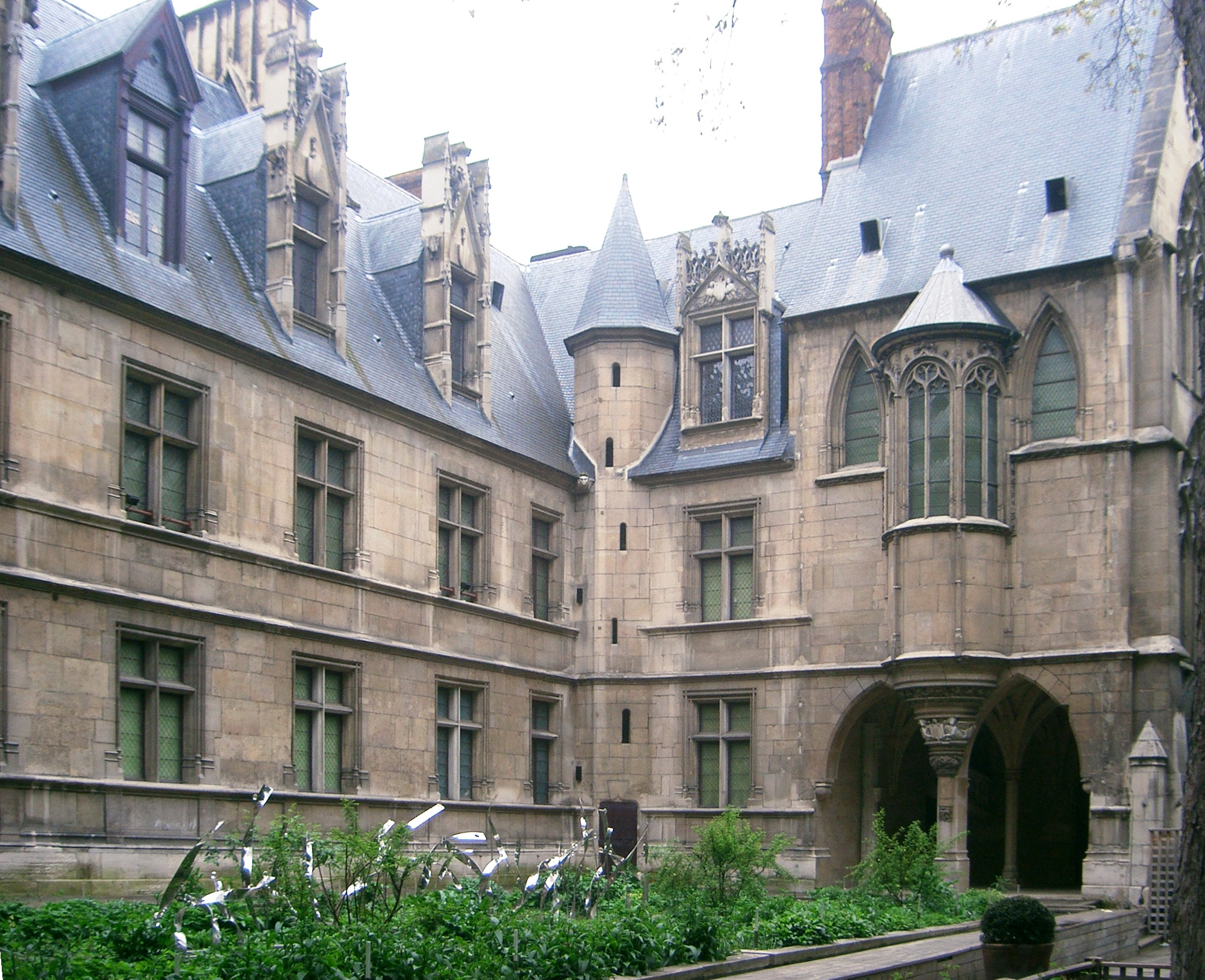
Hôtel de Cluny

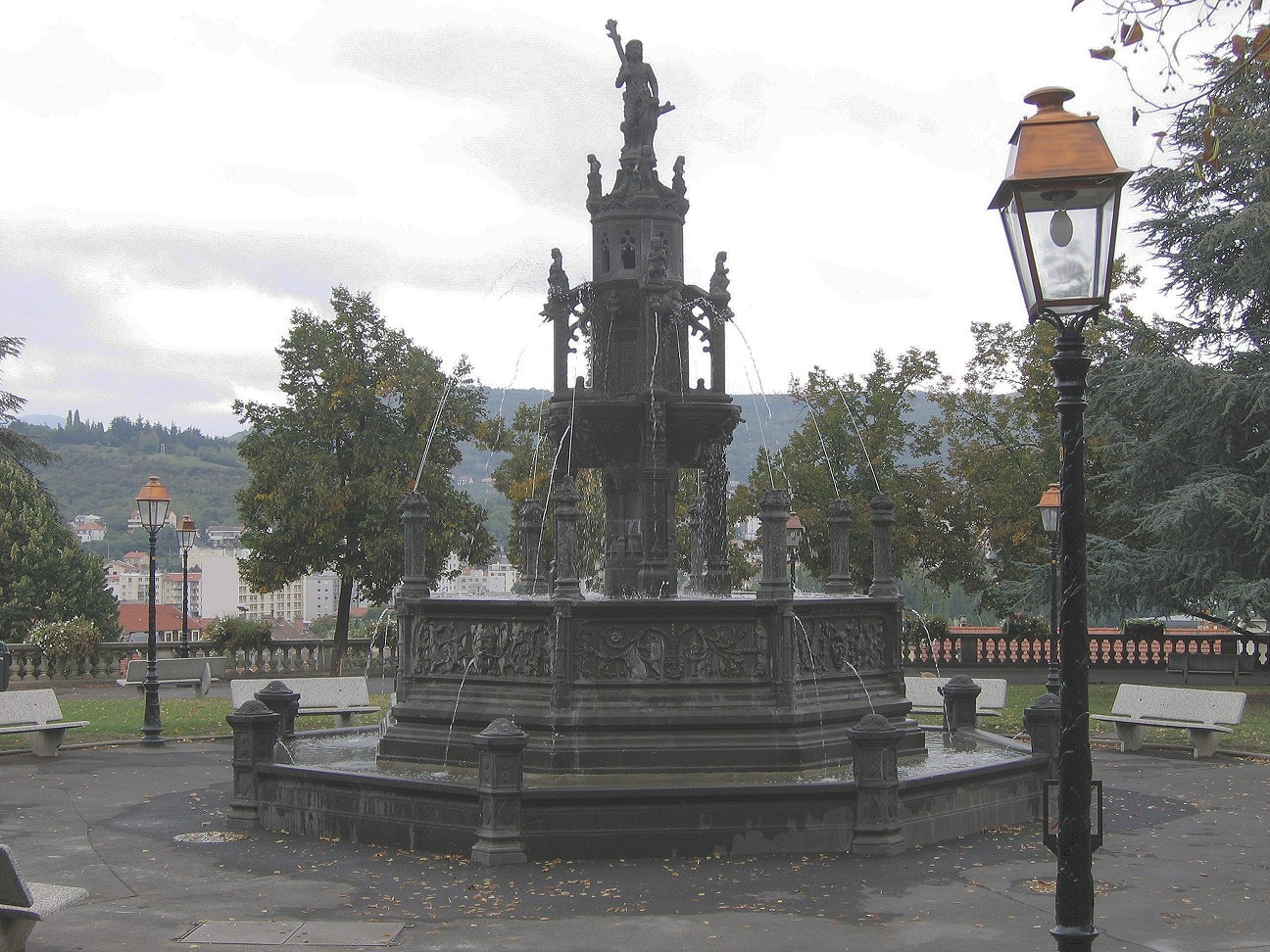
Die Fontaine d’Amboise in Clermont-Ferrand

Jacques d’Amboise (* zwischen 1440 und 1450; † 27. Dezember 1516) war ein französischer Kleriker. Er war Abt von Jumièges (1474–1504), Abt von Cluny (1485–1510), Bischof von Clermont (1505–1516) und Minister Ludwigs XII.

## Leben
Er war das siebente von siebzehn Kindern des Pierre d’Amboise, Herr von Chaumont, Meillant, Sagonne, Les Bordes und Bussy, dem Waffengefährten Jeanne d’Arcs, und der Anne de Bueil.
Jacques wurde Mönch in Cluny und 1474 Abt von Jumièges als Nachfolger seines Bruders Louis, der zum Bischof von Albi ernannt worden war. Als er 1504 von König Ludwig XII. zum Bischof von Clermont ernannt wurde, gab er Jumièges auf.
Jacques d’Amboise ist der Bauherr des Hôtel de Cluny in Paris, das er in unmittelbarer Nähe römischer Ruinen, der Thermen, errichten ließ. 1515 ließ er in Clermont einen Brunnen bauen, der heute noch seinen Namen trägt.
Sein Grab befindet sich in der Abtei Cluny.